# Mirjam Prahst Martinez
Mirjam Prahst Martinez (geboren 1987) ist eine deutsche Schwimmerin und Behindertensportlerin, sowie nationale Athletensprecherin für Special Olympics Deutschland (SOD). Sie repräsentierte Deutschland bei den Special Olympics World Summer Games 2023 in Berlin.

## Leben und sportliche Erfolge
Mirjam Prahst Martínez wurde im Jahre 1987, als Tochter der beiden Opernsänger Hans-Peter Prahst (Staatsoper Hannover) und Marina Regina Prahst, geb. Martínez Pehlke (war u. a. in 80er Jahren Darstellerin in der Operette Phantom der Oper in Hamburg), in Hamburg geboren. Sie hat zwei ältere Geschwister Rebekka Prahst und Immanuel Prahst-Lison, geb. Prahst (Immobilien-Sachverständiger und Leitender Angestellter bei Hannovers städtischer Wohnungsgesellschaft hanova).
Prahst Martínez besitzt von Geburt an die deutsche und die spanische Staatsbürgerschaft und zog im Alter von fünf Jahren mit ihrer Familie von Hamburg in die Gemeinde Wedemark, einem Teil der Region Hannover, in der sie bis heute lebt.
Sie hat seit ihrer Geburt die Spastikerkrankung Dystonie, die in ihrer Teenagerzeit verstärkt ausbrach. Sie benutzt einen Rollstuhl. Bisher wurde sie sie in Deutschland nach ihrer ebenfalls vorhandenen geistigen Behinderung klassifiziert, doch steht ihre körperliche Behinderung nun stärker im Vordergrund und eine Umqualifizierung steht im Raum. Prahst Martínez nimmt auch in Spanien an Schwimmwettbewerben teil. Dort zählt sie zu den Körperbehinderten.
Prahst Martínez hatte mit zwei Jahren Wassertherapie und lernte mit sechs Jahren Schwimmen. Im Alter von neun Jahren bestritt sie die ersten Wettbewerbe im Schwimmen. Mit 19 Jahren kam sie zu Special Olympics Niedersachsen. Trainiert wird sie von ihrer Mutter Marina Regina Prahst, geb. Martínez Pehlke.
2012 holte sie bei den Special Olympics Deutschland Sommerspielen in München zwei Goldmedaillen und eine Bronzemedaille.
Die Athletin ist mehrfache deutsche Meisterin und Europameisterin.
Beim Hallensportfest von Special Olympics Niedersachsen im Oktober 2022 sprach sie stellvertretend für alle Teilnehmenden den Athleteneid. Dort holte sie drei Goldmedaillen.
2022 qualifizierte sie sich bei den Special Olympics Deutschland Sommerspielen durch ihre Leistungen für eine Teilnahme an den Weltspielen im folgenden Jahr: Sie gewann eine Goldmedaille im Wettbewerb über 50 m Schmetterlingsschwimmen in der Leistungsklasse F01, eine Bronzemedaille über 200 m Lagen in der Klasse F01 und eine weitere beim Freistilschwimmen über 200 Meter in F01.
2023 holte Prahst Martínez bei den niedersächsischen Landesspielen der Special Olympics in Braunschweig zwei Goldmedaillen im 100-m-Rückenschwimmen und im 100-m-Lagenschwimmen und zwei Silbermedaillen im 100-m-Kraulschwimmen und in der Staffel. Als Athletensprecherin des Special Olympics Landesverbandes Niedersachsen trug sie zusammen mit fünf anderen Athletinnen die Fahne und sprach den Eid.
Bei den Special Olympics World Summer Games 2023 errang sie mit ihrem Team in der Staffel über 4 × 50 Meter Freistil in der Leistungsklasse F01 mit 02:50.12 die Bronzemedaille. Auch nahm sie in Level A am Rennen über 100 Meter im Rückenschwimmen teil, wurde aber in der Vorrunde disqualifiziert, da sie sich bei einer Wende verschätzt hatte. Auch beim Wettbewerb über 100 Meter Freistil war sie auf Level A FA01 vertreten und erreichte den 7. Platz.

## Aufgaben in der Öffentlichkeitsarbeit
Prahst Martinez ist Athletensprecherin des Special Olympics Landesverbandes Niedersachsen.

## Auszeichnungen
2011 wurde sie Sportlerin des Jahres der Gemeinde Wedemark, 2018 Sportlerin des Jahres ihres Vereins Hannover 96.
Seit 2024 ist sie nationale Athletensprecherin für Special Olympics Deutschland (SOD).